# Xã Mirabile, Quận Caldwell, Missouri
Xã Mirabile (tiếng Anh: Mirabile Township) là một xã thuộc quận Caldwell, tiểu bang Missouri, Hoa Kỳ. Năm 2010, dân số của xã này là 388 người.